# Pfeifer Ignác

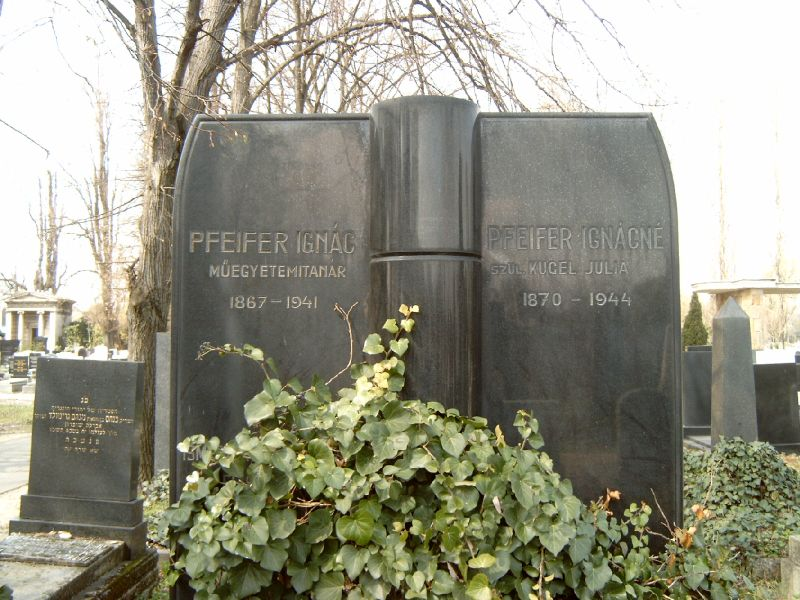
Pfeifer Ignác sírja (Kozma utcai izraelita temető 5B-10-2)

Pfeifer Ignác (Szentgál, 1868. szeptember 30. – Budapest, 1941. szeptember 7.) vegyészmérnök, műegyetemi tanár, a Egyesült Izzó kutatólaboratóriumának vezetője.

## Élete
Pfeifer József és Steiner Rozália fiaként született. A budapesti Műegyetemen végezte tanulmányait, ahol 1892-ben vegyészmérnöki végzettséget szerzett. Ezt követően a Kémiai Technológia Tanszéken tanársegéd, majd adjunktus. 1894-ben a MÁV Anyagvizsgáló Intézetében vállal állást. 1904-ben magántanári képesítést szerez. 1904-1912 között magánlaboratóriumot tart fent, ahol kísérleteit végezte.
1912-ben Wartha Vince helyére visszakerül a Műegyetemre ahol a Kémiai Tanszék vezetője lett. 1911-ben tanulmányutat tett az USA-ban. Részt vett a Galilei-kör megalapításában.
A Tanácsköztársaság alatt a szociális termelési népbiztosság vegyészeti osztályának vezetőjévé nevezték ki. A Tanácsköztársaság bukása után ezért támadások érték. A támadások miatt 1920-ban tanszékéről lemondott, és nyugdíjazását kérte. Aschner Lipót az Egyesült Izzó vezérigazgatója azonnal munkát ajánlott neki, és megbízta az Egyesült Izzó Rt. kutatólaboratóriumának vezetésével. Itt olyan munkatársakkal dolgozhatott együtt, mint Bródy Imre, Selényi Pál, Bay Zoltán, Millner Tivadar, Winter Ernő. Pfeifernek elévülhetetlen érdemei vannak az Egyesült Izzó sikerében, a cég világhírűvé válásában. Halálát szívizom elfajulás okozta. Felesége Kugel Julianna volt.

## Tudományos- és közéleti tevékenysége
- A Magyar Kémikusok Egyesületének elnöke
- A Magyar Kémikusok Egyesületének örökös tiszteletbeli elnöke
- Magyar Chemiai Folyóirat szerkesztőségi tagja
- Kémikusok Lapjának szerkesztőségi tagja
- Kazán- és Gépújság szerkesztője
- számos szaktanulmányt írt

## Elismerése
- Pfeifer Ignác-díj a Magyar Kémikusok Egyesülete által alapított díj